# Tumby Sogn
Tumby Sogn (på tysk Kirchspiel Thumby) er et sogn i Angel i Sydslesvig, tidligere i Strukstrup Herred og delvis i Mårkær Herred (Gottorp Amt), nu i Snarup-Tumby i Slesvig-Flensborg Kreds i delstaten Slesvig-Holsten.
I Tumby Sogn findes flg. stednavne:
- Eslingholt (Eslingholz)
- Frisenborg
- Høverholt
- Katry (Kattry)
- Klaaholt (Klaholz)
- Hessel
- Moseskov eller Moskov
- Kønholt (Köhnholz)
- Snarup (Schnarup)
- Tingvad (Dingwatt)
- Tumby (Thumby)
- Tumbygaard
- Tumbyholm (Thumyb-Holm)
- Tumbymark (Thumbyfeld)